# Мідделхарніс
Мідделхарніс (англ. Middelharnis) — місто та колишній муніципалітет у західних Нідерландах, у провінції Південна Голландія, на острові Гуре-Оверфлакке. У 2012 році в місті проживало близько 6800 осіб. 1 січня 2013 року Мідделхарніс об'єднався з Гедерееде, Дірксланд і Остфлаккі в новий муніципалітет Гуре-Оверфлакке.

## Історія
Село вперше згадується у 1466 році як «die Middelharnisse». Етимологія спірна. Мідделхарніс розвинувся після того, як у 1465 році навколо польдера Ауделанд було споруджено дамбу. У 1598 році в Мідделгарнісі був побудований рибний аукціон, який перетворився на регіональний центр.
Голландська реформатська церква — це двонефна хрестоподібна церква 15 століття. Вежу будували поетапно з прибл. 1475 до прибл. 1520. Церква була зруйнована пожежею в 1904 році та пізніше відновлена.
Колишня ратуша — це неокласична будівля, побудована між 1639 і 1640 роками, на помітному місці. Його спроєктував Арент ван 'с-Гравесанде. Він був продовжений між 1834 і 1839 роками. Ратуша використовується як Рієн Пуртвліт з 1992 року.
У 1840 році в Мідделгарісі проживало 3104 людини, а у 2022 році — 7755 осіб. Він об'єднався з Соммельсдейком в єдиний міський район. Це був незалежний муніципалітет до 2013 року, коли він об'єднався з Гуре-Оверфлакке. Ратуша нового муніципалітету розташована в Мідделгарнісі.

## Галерея

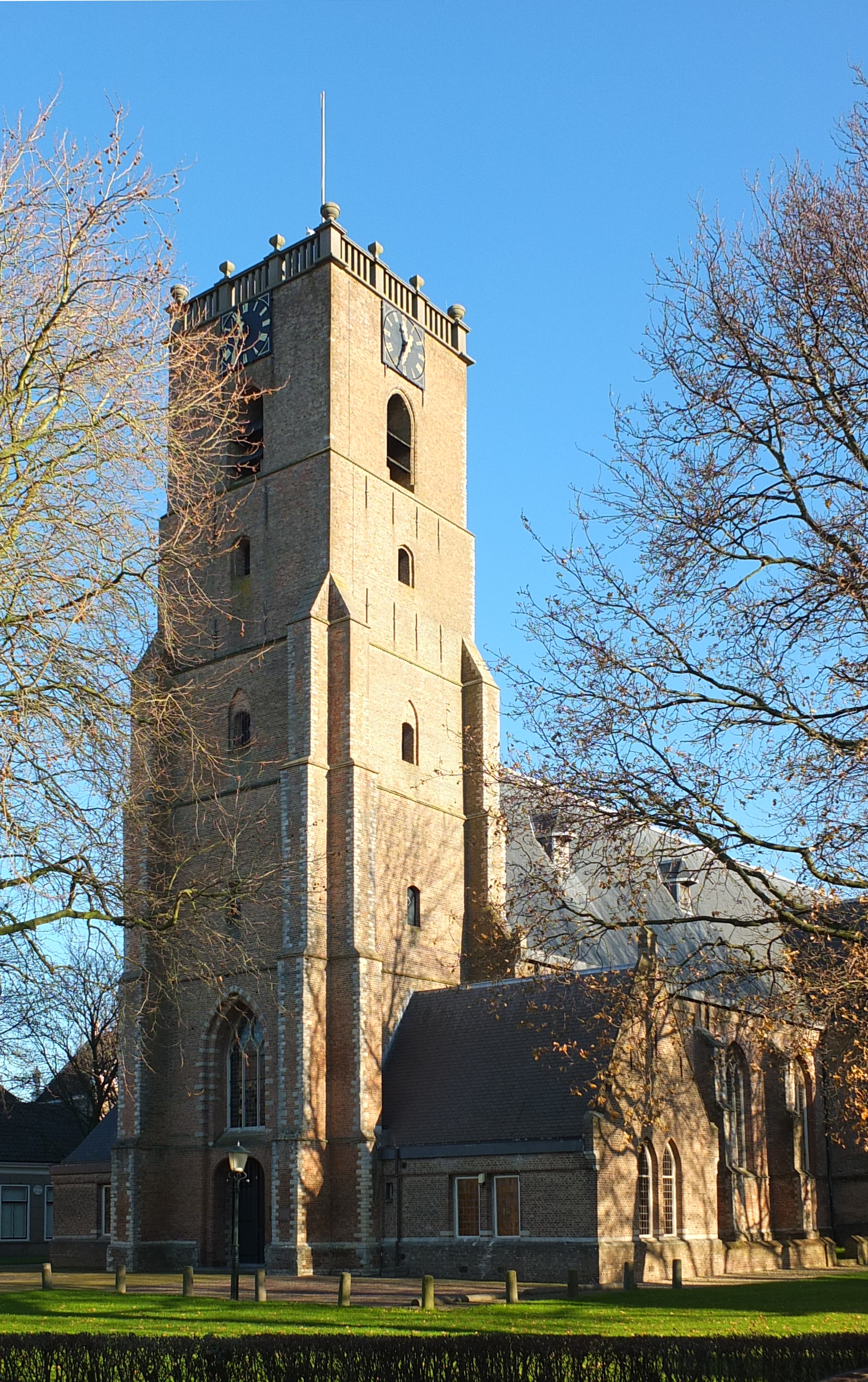
Голландська реформатська церква.
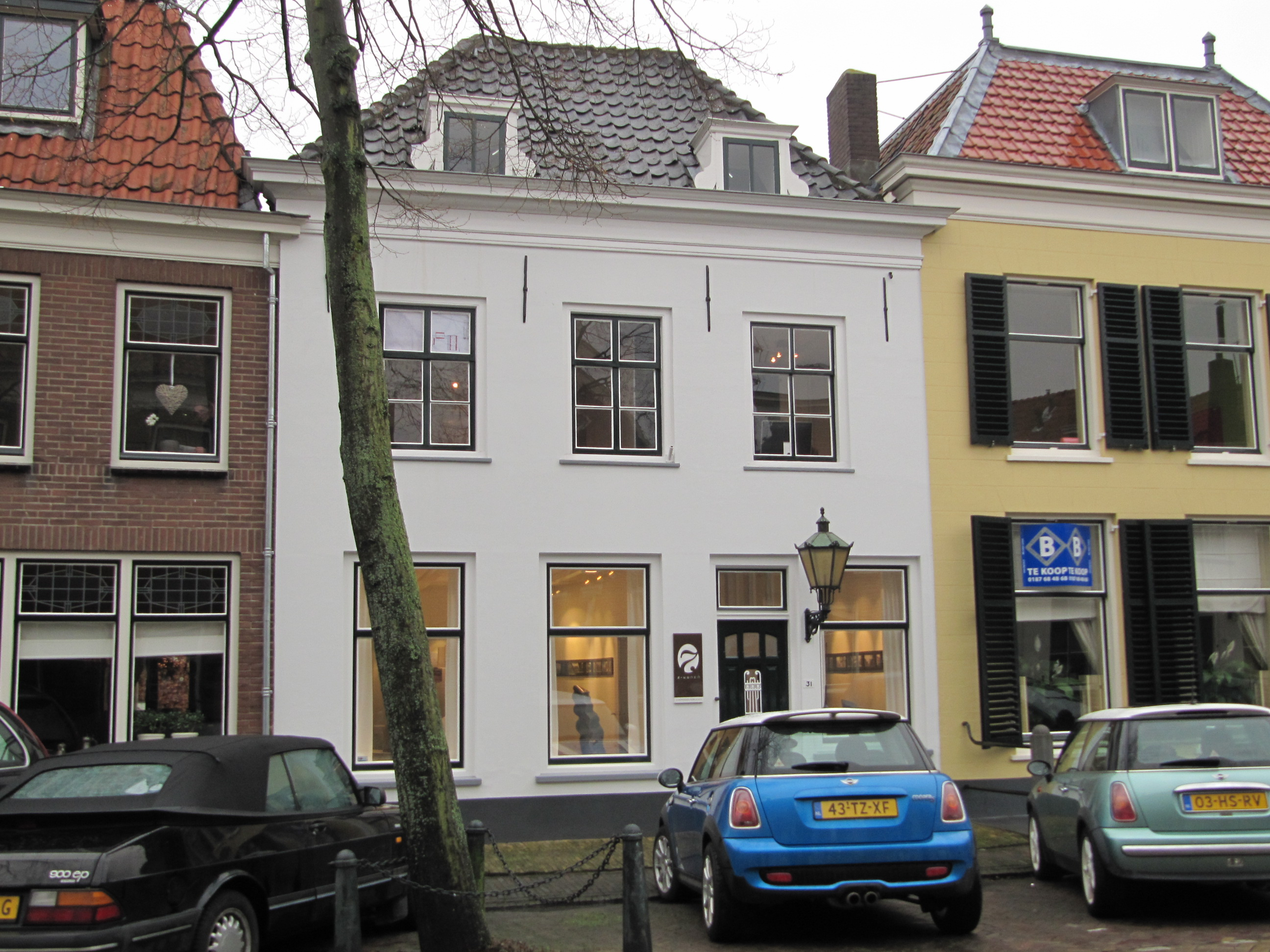
Будинок у Мідделхарнісі
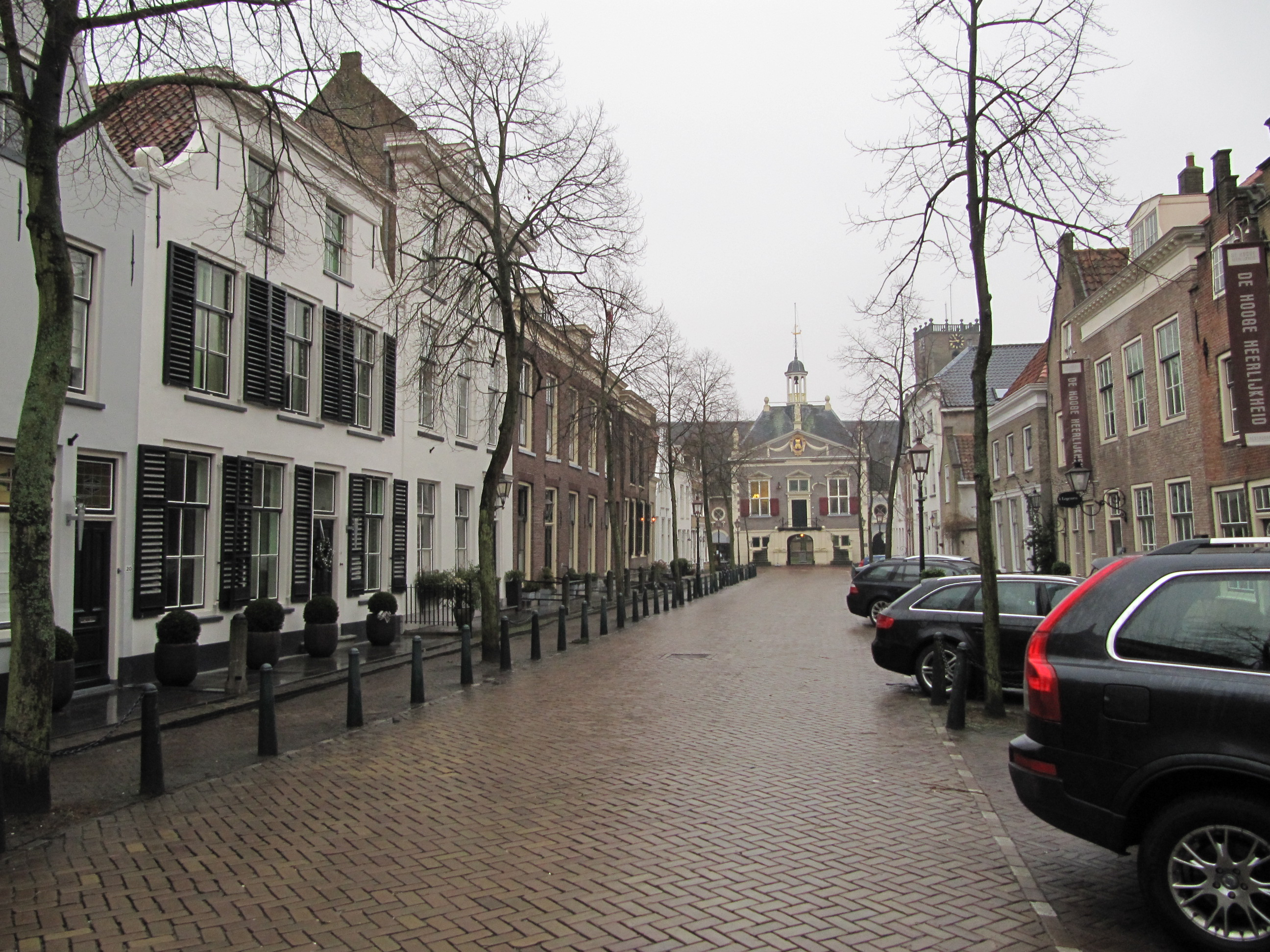
Вид на вулицю
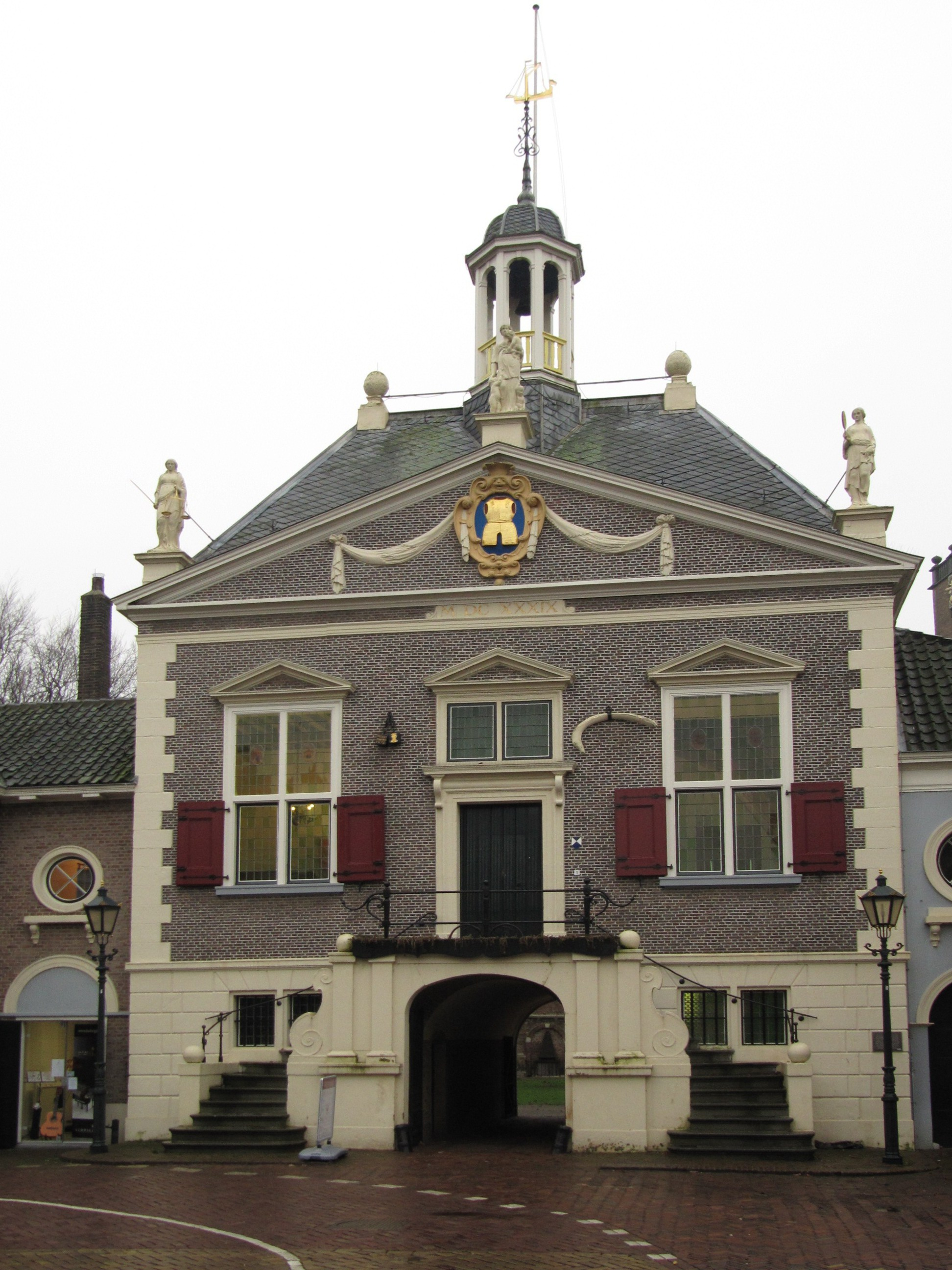
Колишня ратуша